# Diskontpolitik
Unter Diskontpolitik werden alle Maßnahmen einer Zentralbank zusammengefasst, die der Erreichung der Ziele ihrer Geldpolitik in einer Volkswirtschaft durch Ankauf von Wechseln dienen. Diese stammen aus dem Kundengeschäft der Kreditinstitute, die die Wechsel an ihre Zentralbank weiterverkaufen (rediskontieren).

## Allgemeines
Den Zentralbanken steht meist ein Werkzeugkasten so genannter Zentralbankmaßnahmen zur Verfügung, das sie gegenüber den Geschäftsbanken nach wirtschaftlichen Erfordernissen einsetzen können. Diese Maßnahmen dienen der Erreichung der Ziele ihrer Geldpolitik. Das kann eine Verbraucherpreisstabilität sein, die Steuerung der Geldmenge oder ein Wachstum- und Beschäftigungsziel. Hierzu gehört auch die Diskontpolitik.

## Instrumente der Diskontpolitik
Die Zentralbanken können sowohl mengenmäßige Begrenzungen, also quantitative Limitierungen (Festlegung der Rediskont-Kontingente) als auch qualitative Restriktionen vorschreiben (Begrenzung auf Handelswechsel und Restlaufzeiten der Wechsel von höchstens drei Monaten). Ein unmittelbares Steuerungsmittel ist der Preis, zu dem sie Diskontkredite vergeben, der Diskontsatz. Dieser war bis Dezember 1998 der Leitzins der Bundesbank.
Die Diskontpolitik umfasst folgende Instrumente:
1. Änderung des Diskontsatzes: Ein hoher Diskontsatz verteuert für Kreditinstitute die Rediskontierung, da der Ankauf eines Wechsels durch die Zentralbank die Liquiditätskosten der Geschäftsbanken erhöht. Sie können damit weniger Kredite vergeben und die Geldschöpfung wird geringer. Eine Senkung des Diskontsatzes bewirkt das Gegenteil.
2. Einführung von Rediskontkontingenten: Die Menge der höchstens rediskontierbaren Wechsel wird nach bankenspezifischen Kriterien beschränkt. Eine Senkung der Kontingente verringert die Geldschöpfung, eine Anhebung erhöht sie.
3. Veränderung der Qualitätsanforderungen an rediskontfähige Wechsel: Strengere Anforderungen verringern die Geldschöpfung, weniger strenge erhöhen sie.

## Deutschland
Durch die ursprüngliche Bedeutung des Wechsels als Kredit- und Zahlungsmittel spielte lange Zeit die Diskontpolitik die entscheidende Rolle bei der Refinanzierung der Kreditinstitute durch die Deutsche Bundesbank. Dabei konnten sich die Banken durch Verkauf von bundesbankfähigen Wechseln Liquidität zum Diskontsatz beschaffen. Das (Re-)Diskontvolumen erreichte 1979/1980 seinen Höhepunkt und wurde zur entscheidenden Quelle der Zentralbankgeldversorgung. Im Dezember 1986 war der Anteil der Diskontkredite an der Mittelaufnahme auf 60 % gesunken. Seit Januar 1987 hatte die Diskontierung von Wechseln an Bedeutung verloren, so dass die Lombardpolitik in den Vordergrund trat. Der Anteil der Wechselrefinanzierung an den gesamten Zentralbankkrediten belief sich 1994 nur noch auf 29,5 % gegenüber 83,5 % im Jahre 1980. An ihre Stelle waren die Wertpapierpensionsgeschäfte getreten. Betrug deren Anteil an der Gesamtrefinanzierung 1980 lediglich 6 %, so machten sie 1994 bereits 69,7 % aus.
In Deutschland wurde bis Dezember 1998 der Diskontsatz von der Bundesbank festgesetzt. Gesetzliche Grundlage war § 15 BBankG a. F., die Diskontgeschäfte waren in § 19 Abs. 1 Nr. 3 BBankG a. F. festgelegt. Die Bundesbank fungiert seit Januar 1999 in der Geldpolitik lediglich als Ausführungsorgan der Europäischen Zentralbank (EZB), weil die Aufgabe der Geldpolitik insgesamt auf die EZB übergegangen ist.
Der Wechsel und damit das Diskontgeschäft hat im täglichen Bankgeschäft heute keine Bedeutung mehr, da er aufgrund seiner Urkundeneigenschaft nicht „maschinen- bzw. computerfähig“ und damit relativ personal- und kostenaufwendig ist und zudem auch seine Funktion als Kredit- und Zahlungsmittel in der deutschen Wirtschaft weitgehend eingebüßt hat.

## Europäische Zentralbank
Mit dem Übergang der Zuständigkeit für die Geldpolitik auf die Europäische Zentralbank hat das Hauptrefinanzierungsgeschäft den früheren Diskontkredit im Januar 1999 abgelöst. Die EZB rediskontiert keine Wechsel, sondern verschafft den Geschäftsbanken anderweitig Liquidität.
Das Diskontgeschäft hat aufgrund des Wegfalls der Rediskontierungsmöglichkeit von Handelswechseln bei der Bundesbank an Attraktivität für Kreditinstitute verloren. Handelswechsel sind nur noch als Pfand refinanzierungsfähig. Aus diesen Gründen gibt es seit Januar 1999 weder auf nationaler Ebene noch EU-weit eine Diskontpolitik.